# النواورة
قرية النواورة هي إحدى القرى التابعة لمركز البداري في محافظة أسيوط في جمهورية مصر العربية. حسب إحصاءات سنة 2006، بلغ إجمالي السكان في النواورة 33968 نسمة، منهم 17408 رجل و16560 امرأة.